# Intensified charge-coupled device
Ein intensified charge-coupled device (ICCD, englisch für „verstärktes ladungsgekoppeltes Bauelement“) ist ein Bildsensor, der aus einem charge-coupled Device (CCD) besteht, an dem durch eine Faseroptik eine Mikrokanalplatte zur Erhöhung der Empfindlichkeit angekoppelt ist. Die frontseitige Photokathode der Mikrokanalplatte fängt das Bild auf, wandelt die eintreffenden Photonen in Elektronen um, die beim Durchlaufen der Mikrokanalplatte verstärkt und auf einem rückseitigen Fluoreszenzschirm wieder in Photonen gewandelt werden. Diese werden – Bildpunkt für Bildpunkt – durch die Faseroptik auf das CCD übertragen. Mit ICCDs ist es möglich, einzelne Photonen zu detektieren.
ICCD werden beispielsweise in Nachtsichtgeräten, bei astronomischer Beobachtung und in der Fluoreszenzmikroskopie eingesetzt und konkurrieren hier mit dem Electron Multiplying CCD. Ein besonderer Vorteil der ICCD besteht in der Möglichkeit, die Verstärkung der Mikrokanalplatte schnell umschalten zu können, wodurch sich eine sehr schnelle, elektronische Steuerung der Belichtungszeit realisieren lässt, bis hinab bis zu 200 Pikosekunden.